# Кубок Лугано 1961
Финал первого в истории Кубка Лугано — Кубка мира по спортивной ходьбе прошёл 15—16 октября 1961 года в городе Лугано (Швейцария). Мужчины боролись за командный приз, названный в честь места проведения, который получала лучшая сборная по итогам заходов на 20 и 50 км. На старт вышли 24 ходока из 4 стран мира.
Команды-участницы финала определились в предварительном раунде соревнований, который прошёл в различных городах в августе — сентябре 1961 года.
Каждая команда могла выставить трёх спортсменов в каждый из заходов. В зачёт Кубка Лугано у каждой сборной шли результаты всех участников на обеих дистанциях (очки спортсменам начислялись в зависимости от занятого места).
По итогам двух дней соревнований сборные Великобритании и Швеции набрали одинаковое количество очков, по 53. Первый победитель турнира определился по лучшему результату на дистанции 50 км. Благодаря второму месту Дона Томпсона Кубок завоевали представители Туманного Альбиона (его шведский оппонент был третьим).

## Предварительный раунд
Соревнования предварительного раунда прошли в августе — сентябре 1961 года в трёх городах: британском Лондоне, датском Копенгагене и итальянском Сполето. В финал проходила лучшая команда из каждого турнира. Сборная Венгрии прошла в финал напрямую в связи с неявкой их единственных соперников из Турции.
| Место | Команда                         | Очки |
| ----- | ------------------------------- | ---- |
| 1     | Великобритания                  | 41   |
| 2     | Объединённая германская команда | 39   |
| 3     | Бельгия                         | 12   |

| Место | Команда  | Очки |
| ----- | -------- | ---- |
| 1     | Швеция   | 50   |
| 2     | Дания    | 23   |
| 3     | Норвегия | 18   |

| Место | Команда   | Очки |
| ----- | --------- | ---- |
| 1     | Италия    | 48   |
| 2     | Франция   | 27   |
| 3     | Швейцария | 17   |

## Расписание
| Дата            | Заход         |
| --------------- | ------------- |
| 15 октября 1961 | 20 км мужчины |
| 16 октября 1961 | 50 км мужчины |

## Медалисты
Сокращения: WR — мировой рекорд | AR — рекорд континента | NR — национальный рекорд | CR — рекорд соревнований
| Дисциплина              | Золото | Золото     | Серебро                                                                                               | Серебро | Бронза | Бронза   |
| ----------------------- | --- | ---------- | --- | ------- | --- | -------- |
| 20 км                   | Кеннет Мэттьюс Великобритания                                                                              | 1:30.55 CR | Леннарт Бак Швеция                                                                                    | 1:32.12 | Джордж Уильямс Великобритания                                                                                      | 1:34.02  |
| 50 км                   | Абдон Памич Италия                                                                                         | 4:25.38 CR | Дон Томпсон Великобритания                                                                            | 4:30.35 | Оке Сёдерлунд Швеция                                                                                               | 4:36.48  |
| Кубок Лугано (20+50 км) | Великобритания · Кеннет Мэттьюс · Джордж Уильямс · Роберт Кларк · Дон Томпсон · Рэй Миддлтон · Чарльз Фогг | 53 очка    | Швеция · Леннарт Бак · Йон Люнгрен · Эрик Сёдерлунд · Оке Сёдерлунд · Ингвар Грин · Эверт Леонардссон | 53 очка | Италия · Джузеппе Дордони · Джанни Корсаро · Стефано Серкинич · Абдон Памич · Луиджи Де Россо · Антонио Де Гаэтано | 28 очков |